# 대한예수교장로회(백석)총회유지재단
대한예수교장로회(백석)총회유지재단은 국내외 선교활동으로 기독교복음을 전파하고, 이웃사랑 실천 및 봉사활동으로 그리스도의 사랑을 구현하고, 신앙교육훈련으로 성도와 교회의 자질을 높이고, 미래세대를 이끌어 나아갈 지도적 인재를 육성 지원하며, 대한예수교장로회백석총회의 교세확장 및 재산의 효율적 보존 관리하기 위하여 2007년 5월 23일 설립된 문화체육관광부 소관의 재단법인이다. 사무실은 서울특별시 서초구 방배동 1031-3에 있다.

## 주요 사업
- 국내외 선교사업
- 총회소속 지교회 및 교세확장 지원사업
- 총회재산의 유지, 관리